# Sylvain Maréchal

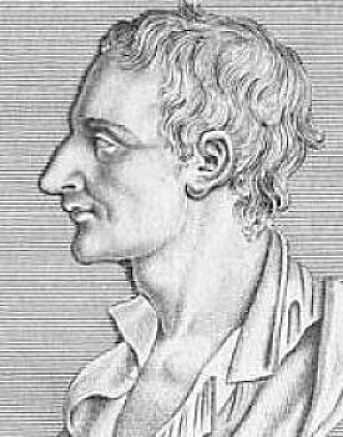
Sylvain Maréchal.

Sylvain Maréchal (15 de agosto de 1750 - 18 de enero de 1803) fue un ensayista, poeta, ateo y activista político de la Revolución francesa. Fue un agrarista y anarquista precursor del socialismo utópico del comunismo y del feminismo . Participó en la Conspiración de los Iguales para la que redactó el Manifeste des Égaux ("Manifiesto de los Iguales", 1796) en que proclama la igualdad ecónómica y de goces de todos los hombres y las mujeres, así como la abolición de la propiedad privada y de toda diferencia económica y de género. También fue editor del periódico Révolutions de Paris. 

## Biografía
Estudió derecho y se graduó de abogado en París, leía frecuentemente a Jean-Jacques Rousseau, Voltaire, Claude Adrien Helvétius, Denis Diderot, y frecuentaba autores deístas y ateos. Trabajó como librero del Colegio de las Cuatro Naciones.
Propugnaba un socialismo agrario donde hubiese comunidad de bienes y era crítico del absolutismo de su tiempo. Sostenía que había que reemplazar la religión cristiana por una que haga culto a la virtud y a la razón. Desde que sostuvo esto hasta su muerte publicó de manera anónima para evitar posibles persecuciones.
Fue entusiasta de la Revolución francesa y en ella de la defensa de los pobres, pero le preocupó el ascenso del Directorio. Estuvo involucrado en la Conspiración de los Iguales de François-Noël Babeuf, lo que le volvió una temprana influencia para socialismo utópico, expresado en el Manifiesto de los Iguales que escribió en apoyo de Babeuf.
Sus trabajos posteriores incluyen Projet de loi portant défense d'apprendre à lire aux femmes(1801) que en castellano se traduce "
Proyecto de ley para evitar que las mujeres aprendan a leer" en el cual crítica de forma irónica, humorística, pomposa e imitando su estilo; el machismo legislativo de Jean-Antoine Chaptal, ministro de Bonaparte que había excluido a las mujeres en su proyecto educativo para Francia excepto en las labores de matronas, costureras y el cuidado de hogar. Este panfleto ha sido muy mal entendido por muchas personas a lo largo de la historia por la Ley de Poe. También escribió Dictionnaire des Athées anciens et modernes.

## Escritos

### Periodo clásico (poesías)
- Bergeries (1770)
- Chansons anacréontiques (1770)
- Essais de poésies légères suivis d'un songe (1775)
- Fragments d'un poème moral sur Dieu (1780)

### Periodo prerrevolucionario
- Dieu et les prêtres
- Fragments d'un poème philosophique (1781)
- L'Âge d'Or (1782)
- Livre échappé du déluge (1784)
- Almanach des Honnêtes Gens (1788)
- Apologues modernes, à l'usage d'un dauphin (1788)

### Periodo revolucionario
- Dame Nature à la barre de l'Assemblée nationale (1791)
- Jugement dernier des rois (théâtre, 1793)
- Manifeste des Égaux (1801)
- Pensées libres sur les prêtres (1798)
- Le Lucrèce Français (1798)
- Culte et lois d'une société d'hommes sans Dieu (1798)
- Les Voyages de Pythagore (1799)
- Dictionnaire des Athées anciens et modernes (1800)
- Pour et contre la Bible (1801).